# Beania thula
Beania thula är en mossdjursart som beskrevs av Hayward 1994. Beania thula ingår i släktet Beania och familjen Beaniidae. Inga underarter finns listade i Catalogue of Life.